# Festival de Cine Global
Festival de Cine Global es un festival de cine transmitido por internet desde el sitio web ComunidadZoom.
Su primera edición se realizó en 2011, del 25 de noviembre al 4 de diciembre, siendo la primera en su rubro en Argentina.
Asemejando a un festival de cine tradicional, en esa oportunidad hubo 4 secciones en competencia y 10 secciones paralelas.
La lista de competencia incluyó una gama de títulos que fue desde aquellos premiados en festivales internacionales como Los labios (Iván Fund y Santiago Loza, 2010) o Pompeya (Tamae Garateguy, 2010), hasta exponentes salidos de experiencias como Cine con Vecinos (tal el caso de Crisálidas y Vikingo) o de Fraternidad del Sur, escuela de cine de la Villa 21 de Barracas (La 21 Barracas), pasando en el medio por diversos géneros y escalas de producción. Entre las películas de las secciones paralelas se destacó el homenaje al fallecido Ricardo Becher, fundador del movimiento “Neoexpresionismo Digital”, la sección con películas internacionales cedidas por el BccN Festival de cine bajo licencia Creative Commons de Barcelona, las películas de cine clásico con licencia de dominio público y las películas realizadas sobre y para la nueva licencia Creative Commons.

## Jurado
El jurado estuvo integrado por Ricardo Darín, Pablo Trapero, Lita Stantic, Andrés Di Tella y Víctor Hugo Morales quienes otorgaron los premios Revelación Actoral, Mejor Dirección de Ficción, Mejor Diseño de Producción, Mejor Dirección Documental y Mejor Aporte Cultural. También distinguieron el Riesgo Creativo y la Innovación Técnica. Por su parte, el premio a la Mejor Película, lo decidió el público votando en línea después de cada “función”.

## Ganadores
47 mil personas circularon por el sitio web durante los diez días que duró el festival eligiendo con su voto con un total de 1.500 votos como Mejor Película de Ficción a Antes del estreno, de Santiago Giralt, como Mejor Película Independiente a Longchamps, de Andrés Andreani, como Mejor Documental a Deseos Sobre Rieles, de Adriana Sosa y como Mejor Cortometraje a Souvenir, de Dolores Pal. Así mismo, el jurado premió a José Celestino Campusano y Florencia Castagnani por su trabajo en la dirección de Vikingo y La infinita distancia, respectivamente. Érica Rivas obtuvo la Mejor Actuación Femenina por su labor en Antes del estreno y Leonardo Sbaraglia la Mejor Actuación Masculina, por Sin retorno. También recibió el premio a Mejor Dirección de Documental Julián D'Angiolillo, por Hacerme Feriante. Por Mejor Diseño de Producción Eduardo Costantini, Mariano Llinás y Laura Citarella por Castro. El premio al Mejor Aporte Cultural fue para La peli de Batato, de Goyo Anchou y Peter Pank, y la Mejor Dirección de Cortometraje fue concedida a La casa, de Tomás Gatti. Además ComunidadZoom concedió las siguientes distinciones: Revelación Actoral Femenina a Julia Martínez Rubio, por Castro, Revelación Actoral Masculina a José Luciano González, por Pompeya y una Mención al Riesgo Creativo para Marcelo Adrián Sánchez, por Siete mares.

## Funcionamiento
El funcionamiento del Festival utilizó un sistema de sala virtual, que significa que no era necesario llegar exactamente a un horario puntual de comienzo de la función pues, cada 2 horas, 2 de las 40 películas en competencia, estaban disponibles por un lapso de tiempo de 2 horas. A partir de ese momento, las 2 películas fueron reemplazadas por otras 2, como si de funciones de una sala de cine se tratara, pero pudiendo comenzar a ver las películas desde su inicio, en cualquier momento entre esas 2 horas en las que la película estuvo programada.
Por otra parte, todas las películas de las secciones paralelas no competitivas, estuvieron disponibles las 24 horas del día, para poder verse en cualquier momento.

## Películas participantes
LISTA DE LAS 40 PELÍCULAS EN COMPETENCIA
COMPETENCIA LARGOMETRAJE FICCION
- Antes del estreno (Santiago Giralt, 2010)
- Caño dorado (Eduardo Pinto, 2011)
- Castro (Alejo Moguillansky, 2009)
- Diablo (Nicanor Loreti, 2011)
- El desembarco (Miguel Zeballos, 2011)
- El perseguidor (Víctor Cruz, 2009)
- La Infinita Distancia (Florencia Castagnani, 2011)
- Los labios (Iván Fund y Santiago Loza, 2010) *
- Pompeya (Tamae Garateguy, 2011)
- Sin retorno (Miguel Cohan, 2010) **

COMPETENCIA PANORAMA INDEPENDIENTE
- Crisálidas (Julio Midú y Fabio Junco, 2010)
- La 21 Barracas (Víctor Ramos, 2009)
- Lado B (Jimmy Ce, 2011)
- Longchamps (Andrés Andreani, 2011)
- Novak (Andrés Andreani, 2009)
- Sesión (Daniel Diosdado, 2009)
- Siete Mares (Marcelo Adrián Sanchez, 2011)
- Tripa Corazón (Pablo Klappenbach y Alfredo García Reinoso, 2008)
- Una Beatle (Gustavo Schammas, 2010)
- Vikingo (José Campusano, 2009)

COMPETENCIA LARGOMETRAJE DOCUMENTAL
- Amateur (Néstor Frenkel, 2011)
- Awka Liwen (Osvaldo Bayer y Mariano Aiello, 2009)
- Claudia (Marcel Gonnet, 2011)
- De artistas y de locos (Miguel Mirra, 2010)
- Deseos sobre rieles (Adriana Sosa, 2010)
- Dulce Espera (Laura Linares,2009)
- Hacerme feriante (Julián d’Angiolillo, 2010)
- La película de Batato (Goyo Anchou y Peter Pank, 2011)
- Los Subterráneos (Tomás Larrinaga, 2011)
- Ricardo Becher, recta final (Tomás Lipgot, 2010)
- Sofía cumple 100 años (Hernán Belón, 2010)

COMPETENCIA CORTOMETRAJE
- Cynthia todavía tiene las llaves (Gonzalo Tobal, 2010)
- Deus Irae (Pedro Cristiani, 2010)
- Encontrados por Wagner (Andrés Guzmán, 2009)
- La Casa (Tomas Gatti, 2010)
- La gallina degollada (Paulo Pécora, 2011)
- Mamuschka (Verónica Stainoh, 2007)
- Mi favorito (Marcos Vilariño, 2011)
- Rigor mortis (Marina Horowicz, 2011)
- Souvenir (Dolores Pal, 2010)
- Uno (Pablo Paniagua, 2010)

- La película Los Labios fue exhibida sólo para el territorio de Argentina.
- La película Sin Retorno fue exhibida gratuitamente al igual que todas las películas de las secciones paralelas.

LISTA DE LAS PELÍCULAS EN SECCIONES PARALELAS
SECCIÓN PARALELA FICCIÓN COMUNIDADZOOM
- 1 peso, 1 dólar (Gabriel Condron, 2006)
- Adiós, querida luna (Fernando Spiner, 2003)
- Aguas verdes (Mariano de Rosa, 2009)
- El sueño del Perro (Paulo Pécora, 2007)
- El Vestido (Paula de Luque, 2008)
- Franzie (Alejandra Marino, 2009)
- Incómodos (Esteban Menis, 2008)
- Mi Fiesta de Casamiento (Horis Muschietti, 2007)
- Música para Astronautas (Ernesto Baca, 2008)
- Ocio (Juan Villegas y Alejandro Lingenti, 2010)
- Vísperas (Daniela Goggi, 2007)

SECCIÓN PARALELA DOCUMENTAL COMUNIDADZOOM
- Construcción de una ciudad (Nestor Frenkel, 2007)
- El retrato postergado (Andrés Cuervo, 2010)
- El sirviente (Ernesto Baca, 2009)
- La crisis causó 2 nuevas muertes (Patricio Escobar y Damián Finvarb, 2007)
- La guerra por otros medios (Cristian Jure & Emilio Cartoy Díaz, 2010)
- La Santa Cruz, refugio de resistencia (María Cabrejas y Fernando Nogueira, 2009)
- La utopía teatral (Adolfo Cabanchik, 2007)
- Los fusiladitos (Cecilia Miljiker, 2004)
- Los jóvenes muertos (Leandro Listorti, 2010)
- Manu Chao: Un día en La Colifata (Juan y Alfredo Olivera, 2009)

SECCIÓN PARALELA CORTOMETRAJE COMUNIDADZOOM
- Chasqui (Néstor Montalbano, 2010)
- Derecho viejo (Mariano Llinás, 1998)
- El Héroe Al Que Nadie Quiso (Israel Adrián Caetano, 2010)
- El reloj (Marco Berger, 2008)
- El patio (Milagros Mumenthaler, 2003)
- Guacho (Juan Minujín, 2007)
- Intolerancia (Juan Jose Jusid, 2010)
- Más Adelante (Lucía y Esteban Puenzo, 2010)
- Mercedes (Marcos Carnevale, 2010)
- Nomade (Pablo Trapero, 2010)
- Nueva Argiropolis (Lucrecia Martel, 2010)
- Posadas (Sandra Gugliotta, 2010)

SECCIÓN PARALELA HOMENAJE RICARDO BECHER
- El Gauchito Gil, la sangre inocente (Ricardo Becher y Tomás Larrinaga, 2006)
- Herencia (Ricardo Becher, 1995)
- Tiro de gracia (Ricardo Becher, 1969)
- Racconto (Ricardo Becher, 1963)
- The Players vs. Ángeles caídos (1969)

SECCIÓN PARALELA BccN (Festival de Cine Creative Commons de Barcelona)
- Beyond the game (Jos de Putter, 2008)
- California dreaming (Bregtje van der Haak, 2010)
- Die beauty (Stina Bergman, 2010)
- Infest Wisely (Craig Macnaughton y Jim Munroe, 2007)
- Maud&Leo (Jonny von Wallström, 2009)
- Nasty Old People (Hanna Sköld, 2009)
- Oceania (Harry Dehal, 2008)
- The wintress (Bill Elverman, 2008)
- To Shoot An Elephant (Alberto Arce, 2009)

SECCIÓN PARALELA PIONEROS
- Anna Boleyn (Ernst Lubitsch, 1920)
- A woman in Paris (Charles Chaplin, 1923)
- Broken Blossoms (David W. Griffith, 1919)
- Der Brennende Acker (Friedrich W. Murnau, 1922)
- Die Puppe (Ernst Lubitsch, 1919)
- Geschlecht in Fesseln (William Dieterle, 1928)
- Phantom (Friedrich W. Murnau, 1922)
- Safety last! (Fred C. Newmeyer y Sam Taylor, 1923)
- Stachka (Sergei M. Eisenstein, 1925)
- The Gold Rush (Charles Chaplin, 1925)

SECCIÓN PARALELA DOMINIO PÚBLICO
- And then there were None (Rene Clair, 1945)
- Beat the Devil (John Huston, 1953)
- He Walked by Night (Anthony Mann y Alfred Werker, 1948)
- M (Fritz Lang, 1931)
- Rashomon (Akira Kurosawa, 1950)
- Scarlet Street (Fritz Lang, 1945)
- Suddenly (Lewis Allen, 1954)
- The Bigamist (Ida Lupino, 1953)
- The Stranger (Orson Welles, 1946)
- Too Late For Tears (Byron Haskin, 1949)

SECCIÓN PARALELA CREATIVE COMMONS
- Ben Cato Clough - When Copyright Goes Bad (2010)
- Copiad malditos (Stéphane M. Grueso, 2011)
- Los debutantes (Andrés Waissbluth, 2003)
- MP3 Una película de rock descargable (Pascal Krumm y FM Sonar, 2010)
- RIP! A Remix Manifesto (Brett Gaylor, 2009)
- Star Wreck In The Pirkinning (Timo Vuorensola, Samuli Torssonen, 2005)